# Meridolum corneovirens
Meridolum corneovirens é uma espécie de gastrópode  da família Camaenidae.
É endémica da Austrália.